# 이소헌
이소헌(李炤憲, 1973년 4월 10일 ~ )은 대한민국의 제6·7대 인천광역시 부평구의원이었다.

## 학력
- 인천대학교 불어불문학과 중퇴
- 한국방송통신대학교 행정학과 졸업

## 경력
- 부평의제21추진협의회 굴포와자연분과 위원
- 올바른 지역사회복지실현을 위한 부평네트워크 공동대표
- 지역아동센터 도토리학교 시설장
- 전국여성지방의원 네트워크 공동대표
- 갈산동 도토리학교지역아동센터 시설장
- 굴포천살리기 시민모임 감사
- 친환경무상급식 추진위원회 위원
- 2010.07 ~ 2014.06 제6대 인천광역시 부평구의회 의원
- 2010.07 ~ 2012.07 제6대 인천광역시 부평구의회 전반기 의회운영위원회 위원
- 2010.07 ~ 2012.07 제6대 인천광역시 부평구의회 전반기 행정자치위원회 위원
- 2010.07 ~ 2012.07 제6대 인천광역시 부평구의회 전반기 예산결산특별위원회 위원
- 2012.07 ~ 2014.06 제6대 인천광역시 부평구의회 후반기 행정복지위원회 위원
- 2012.07 ~ 2014.06 제6대 인천광역시 부평구의회 후반기 예산결산특별위원회 위원
- 2012.09.13 통합진보당 탈당
- 2012.10 ~ 2013.07 진보정의당 최고위원
- 2014.07 ~ 2018.06 제7대 인천광역시 부평구의회 의원
- 2014.07 ~ 2016.07 제7대 인천광역시 부평구의회 전반기 도시환경위원회 부위원장
- 2014.07 ~ 2016.07 제7대 인천광역시 부평구의회 전반기 예산결산특별위원회 위원
- 2014.07 ~ 2016.07 제7대 인천광역시 부평구의회 전반기 의회운영위원회 위원
- 2016.07 ~ 2018.06 제7대 인천광역시 부평구의회 후반기 도시환경위원회 위원
- 2018.01 ~ 2018.02 제7대 인천광역시 부평구의회 부평구 시설관리공단조사특별위원회 행정사무조사 위원

## 역대 선거 결과
|  | 19.40% |

|  | 18.41% |

|  | 16.96% |

|  | 19.42% |

|  | 12.47% |

## 참고 자료
- 이소헌 - 페이스북
- 이소헌 - 네이버 블로그